# Lucie Macháčková
Lucie Macháčková (* 12. prosince 1986 Čejč) je česká stand-up komička, scenáristka a spisovatelka.

## Život

### Studium a umělecké začátky
V roce 2009 absolvovala bakalářské studium rozhlasové a televizní dramaturgie a scenáristiky na Divadelní fakultě Janáčkovy akademie múzických umění (JAMU) v Brně (titul BcA.), roku 2011 dokončila tamtéž magisterské studium téhož oboru (titul MgA.). Během stáže ve Velké Británii se začala zajímat o stand-up comedy. Poprvé stála na pódiu v září 2014 a brzy se stala pravidelnou členkou pražské stand-up skupiny Underground Comedy.

## Dílo

### Stand-up
V roce 2015 získala cenu pro nejlepšího nováčka na festivalu Humorfest a spoluzaložila vlastní komediální projekt Koko Comedy. Postupně se objevila v pořadu Comedy Club na televizní stanici Prima Comedy Central (později Paramount Network) a online v rámci Stand-up factory a pořadů Trafika a Síťoviny (který spoluutvářela i jako scenáristka) na MALL.TV a pod hlavičkou Underground Comedy na Stream.cz. Dnes pravidelně vystupuje a moderuje v češtině a angličtině.

### Česká televize
Od roku 2011 pracuje v České televizi, stála u zrodu dětského kanálu ČT :D. V současné době vede tým kreativity na sociálních sítích a zabývá se multiplatformovými kampaněmi na projekty a produkty České televize (StarDance, Peče celá země, Most! atd.).
Jako kreativní producentka stojí za projektem Protivný sprostý matky, který režíruje a částečně píše scénář. Pořad sám sebe popisuje jako „hovory o rodičovství bez zdrobnělin a bez klišé“. Moderuje ho Tereza Dočkalová. V roce 2023 vyšla kniha na motivy tohoto pořadu.
V roce 2025 uvedla Česká televize desetidílné rodinné drama Děcko, které napsala společně s Kateřinou Krobovou. Ve stejném roce vyšla stejnojmenná kniha na motivy seriálu, kterou napsaly obě scenáristky.

### Literární tvorba
V roce 2022 vyšla v nakladatelství Cosmopolis její literární prvotina Historky z Tinderu. Jako scénické čtení projektu LiStOVáNí byla kniha v podání Pavly Dostálové a Lukáše Hejlíka uvedena na mnoha místech po České republice. Na bestseller Historky z Tinderu volně navazuje druhý díl série s názvem Historky z Tinderu 2: Láska, sex a ten pravý nikde. Kniha Svatební historky aneb Jak jsem se nevdala získala titul Litera za humoristickou knihu v rámci ocenění Magnesia Litera. Uvedla, že na podzim 2025 vyjde její další kniha. 
„Je to zábavná kniha plná historek o mužích, ženách, vztazích, rozchodech, seznamování a jiných katastrofách. Nejlepší rande vedou k oltáři, ty nejšílenější zase k super historkám – protože neštěstí nechodí po horách, ale po single holkách! Kniha je částečně autobiografická, hodně čerpám z vlastních zkušeností a zážitků, ale myslím, že se v nich pozná každá žena, která se občas v těch vztazích trochu plácá,“ řekla o knize.
Lucie Macháčková, Dailystyle